# Collegio di Horsham
Horsham è un collegio elettorale inglese situato nel West Sussex rappresentato alla camera dei Comuni del parlamento del Regno Unito. Elegge un membro del parlamento con il sistema maggioritario a turno unico; l'attuale parlamentare è John Milne dei Liberal Democratici, che rappresenta il collegio dal 2024.

## Estensione

Horsham dal 2010 al 2024

- 1885-1918: le divisioni sessionali di Horsham, Midhurst e Petworth e la parrocchia civile di Crawley.
- 1945-1950: i distretti urbani di Horsham, Shoreham-by-Sea e Southwick e i distretti rurali di Chanctonbury e Horsham.
- 1950-1974: il distretto urbano di Horsham e i distretti rurali di Horsham, Midhurst e Petworth.
- 1983-1997: il distretto di Horsham.
- 1997-2010: i ward del distretto di Horsham di Billingshurst, Broadbridge Heath, Cowfold, Denne, Forest, Holbrook, Itchingfield and Shipley, Nuthurst, Riverside, Roffey North, Rudgwick, Rusper, Slinfold, Southwater, Trafalgar e Warnham e i ward del distretto di Mid Sussex di Balcombe, Copthorne and Worth, Crawley Down, Slaugham e Turners Hill, e i ward del distretto di Chichester di Plaistow e Wisborough Green.
- 2010-2024: i ward del distretto di Horsham di Billingshurst and Shipley, Broadbridge Heath, Denne, Forest, Holbrook East, Holbrook West, Horsham Park, Itchingfield, Slinfold and Warnham, Nuthurst, Roffey North, Roffey South, Rudgwick, Rusper and Colgate, Southwater e Trafalgar, e i ward del distretto di Mid Sussex di Ardingly and Balcombe, Copthorne and Worth e Crawley Down and Turners Hill.
- dal 2024: i ward del distretto di Horsham di Billingshurst, Broadbridge Heath, Colgate and Rusper, Cowfold, Shermanbury and West Grinstead, Denne, Forest, Holbrook East, Holbrook West, Itchingfield, Slinfold and Warnham, Nuthurst and Lower Beeding, Roffey North, Roffey South, Rudgwick, Southwater North, Southwater South and Shipley e Trafalgar

Il collegio si trova nella part nord del West Sussex, e confina con i collegi di Arundel and South Downs e Mid Sussex. Il suo centro si trova leggermente ad est della città di Horsham, ed è di forma rettangolare eccetto per una piccola parte che costituisce il collegio di Crawley.
Il collegio (incluse le aree coperte da altri collegi esistiti in passato) è rappresentato da deputati del Partito Conservatore dal 1880, il che lo rende il collegio che da più tempo è detenuto dai conservatori; è un seggio sicuro per il partito, anche se si trova subito fuori dalla lista dei primi venti seggi conservatori per vantaggio sugli altri partiti.

## Membri del parlamento dal 1832
| Elezione | Elezione               | Deputato                 | Partito               |
| -------- | ---------------------- | ------------------------ | --------------------- |
|          | 1832                   | Robert Henry Hurst       | Liberale              |
|          | 1841                   | Robert Scarlett          | Conservatore          |
|          | 1844 (S)               | Robert Henry Hurst       | Liberale              |
| 1847     | John Jervis            |                          | Liberale              |
|          | 1848 (S)               | William Vesey-FitzGerald | Conservatore          |
|          | 1848 (S)               | Edward Fitzalan-Howard   | Liberale              |
|          | 1852                   | William Vesey-FitzGerald | Conservatore          |
|          | 1865                   | Robert Henry Hurst       | Liberale              |
|          | 1868                   | John Aldridge            | Conservatore          |
|          | 1869                   | Robert Henry Hurst       | Liberale              |
|          | 1874                   | William Vesey-FitzGerald | Conservatore          |
|          | 1875 (S)               | Robert Henry Hurst       | Liberale              |
| 1876 (S) | James Clifton Brown    |                          | Liberale              |
|          | 1880                   | Henry Aubrey-Fletcher    | Conservatore          |
| 1885     | Walter Barttelot       |                          | Conservatore          |
| 1893 (S) | John Heywood Johnstone |                          | Conservatore          |
| 1904 (S) | Edward Turnour         |                          | Conservatore          |
|          | 1918                   | Collegio abolito         | Collegio abolito      |
|          | 1945                   | Collegio ri-istituito    | Collegio ri-istituito |
|          | 1945                   | Edward Turnour           | Conservatore          |
| 1951     | Frederick Gough        |                          | Conservatore          |
| 1964     | Peter Hordern          |                          | Conservatore          |
|          | 1974                   | Collegio abolito         | Collegio abolito      |
|          | 1983                   | Collegio ri-istituito    | Collegio ri-istituito |
|          | 1983                   | Peter Hordern            | Conservatore          |
| 1997     | Francis Maude          |                          | Conservatore          |
| 2015     | Jeremy Quin            |                          | Conservatore          |
|          | 2024                   | John Milne               | Liberal Democratici   |

## Elezioni

### Elezioni negli anni 2020
| Partito                    | Partito                                         | Candidato                  | Risultati 4 luglio 2024 | Risultati 4 luglio 2024 |
| Partito                    | Partito                                         | Candidato                  | Voti                    | %                       |
| -------------------------- | ----------------------------------------------- | -------------------------- | ----------------------- | ----------------------- |
|                            | Lib Dem                                         | John Milne                 | 21 632                  | 38,98                   |
|                            | Conservatore                                    | Jeremy Quin                | 19 115                  | 34,44                   |
|                            | Reform UK                                       | Hugo Miller                | 6 116                   | 11,02                   |
|                            | Laburista                                       | James Field                | 5 979                   | 10,77                   |
|                            | Verde                                           | Catherine Ross             | 2 137                   | 3,85                    |
|                            | Peace                                           | Jim Duggan                 | 276                     | 0,50                    |
|                            | Social Democratico                              | Paul Abbott                | 244                     | 0,44                    |
|                            |                                                 |                            |                         |                         |
| Iscritti                   | Iscritti                                        | Iscritti                   | 79 150                  | 100,00                  |
| ↳ Votanti (% su iscritti)  | ↳ Votanti (% su iscritti)                       | ↳ Votanti (% su iscritti)  | 55 499                  | 70,12                   |
| ↳ Astenuti (% su iscritti) | ↳ Astenuti (% su iscritti)                      | ↳ Astenuti (% su iscritti) | 23 651                  | 29,88                   |
|                            |                                                 |                            |                         |                         |
|                            | Esito: collegio passa da Conservatore a Lib Dem |                            |                         |                         |

### Elezioni negli anni 2010
| Partito                    | Partito                                   | Candidato                  | Risultati 12 dicembre 2019 | Risultati 12 dicembre 2019 |
| Partito                    | Partito                                   | Candidato                  | Voti                       | %                          |
| -------------------------- | ----------------------------------------- | -------------------------- | -------------------------- | -------------------------- |
|                            | Conservatore                              | Jeremy Quin                | 35 900                     | 56,77                      |
|                            | Lib Dem                                   | Louise Potter              | 14 773                     | 23,36                      |
|                            | Laburista                                 | Michael Jones              | 9 424                      | 14,90                      |
|                            | Verdi                                     | Catherine Ross             | 2 668                      | 4,22                       |
|                            | Peace                                     | Jim Duggan                 | 477                        | 0,75                       |
|                            |                                           |                            |                            |                            |
| Iscritti                   | Iscritti                                  | Iscritti                   | 86 730                     | 100,00                     |
| ↳ Votanti (% su iscritti)  | ↳ Votanti (% su iscritti)                 | ↳ Votanti (% su iscritti)  | 63 242                     | 72,92                      |
| ↳ Astenuti (% su iscritti) | ↳ Astenuti (% su iscritti)                | ↳ Astenuti (% su iscritti) | 23 488                     | 27,08                      |
|                            |                                           |                            |                            |                            |
|                            | Esito: collegio confermato a Conservatore |                            |                            |                            |

| Partito                    | Partito                                   | Candidato                  | Risultati 8 giugno 2017 | Risultati 8 giugno 2017 |
| Partito                    | Partito                                   | Candidato                  | Voti                    | %                       |
| -------------------------- | ----------------------------------------- | -------------------------- | ----------------------- | ----------------------- |
|                            | Conservatore                              | Jeremy Quin                | 36 906                  | 59,54                   |
|                            | Laburista                                 | Susannah Brady             | 13 422                  | 21,65                   |
|                            | Lib Dem                                   | Morwen Millson             | 7 644                   | 12,33                   |
|                            | Verdi                                     | Catherine Ross             | 1 844                   | 2,97                    |
|                            | UKIP                                      | Roger Arthur               | 1 533                   | 2,47                    |
|                            | Something New                             | James Smith                | 375                     | 0,60                    |
|                            | Peace                                     | Jim Duggan                 | 263                     | 0,42                    |
|                            |                                           |                            |                         |                         |
| Iscritti                   | Iscritti                                  | Iscritti                   | 82 759                  | 100,00                  |
| ↳ Votanti (% su iscritti)  | ↳ Votanti (% su iscritti)                 | ↳ Votanti (% su iscritti)  | 61 987                  | 74,90                   |
| ↳ Astenuti (% su iscritti) | ↳ Astenuti (% su iscritti)                | ↳ Astenuti (% su iscritti) | 20 772                  | 25,10                   |
|                            |                                           |                            |                         |                         |
|                            | Esito: collegio confermato a Conservatore |                            |                         |                         |

| Partito                    | Partito                                   | Candidato                  | Risultati 7 maggio 2015 | Risultati 7 maggio 2015 |
| Partito                    | Partito                                   | Candidato                  | Voti                    | %                       |
| -------------------------- | ----------------------------------------- | -------------------------- | ----------------------- | ----------------------- |
|                            | Conservatore                              | Jeremy Quin                | 32 627                  | 57,32                   |
|                            | UKIP                                      | Roger Arthur               | 7 969                   | 14,00                   |
|                            | Lib Dem                                   | Morwen Millson             | 6 647                   | 11,68                   |
|                            | Laburista                                 | Martyn Davis               | 6 499                   | 11,42                   |
|                            | Verdi                                     | Darrin Green               | 2 198                   | 3,86                    |
|                            | Something New                             | James Smith                | 375                     | 0,66                    |
|                            | Peace                                     | Jim Duggan                 | 307                     | 0,54                    |
|                            | Indipendente                              | Jim Rae                    | 303                     | 0,53                    |
|                            |                                           |                            |                         |                         |
| Iscritti                   | Iscritti                                  | Iscritti                   | 78 193                  | 100,00                  |
| ↳ Votanti (% su iscritti)  | ↳ Votanti (% su iscritti)                 | ↳ Votanti (% su iscritti)  | 56 925                  | 72,80                   |
| ↳ Astenuti (% su iscritti) | ↳ Astenuti (% su iscritti)                | ↳ Astenuti (% su iscritti) | 21 268                  | 27,20                   |
|                            |                                           |                            |                         |                         |
|                            | Esito: collegio confermato a Conservatore |                            |                         |                         |

| Partito                    | Partito                                   | Candidato                  | Risultati 6 maggio 2010 | Risultati 6 maggio 2010 |
| Partito                    | Partito                                   | Candidato                  | Voti                    | %                       |
| -------------------------- | ----------------------------------------- | -------------------------- | ----------------------- | ----------------------- |
|                            | Conservatore                              | Francis Maude              | 29 447                  | 52,73                   |
|                            | Lib Dem                                   | Godfrey Newman             | 17 987                  | 32,21                   |
|                            | Laburista                                 | Andrew Skudder             | 4 189                   | 7,50                    |
|                            | UKIP                                      | Harry Aldridge             | 2 839                   | 5,08                    |
|                            | Verdi                                     | Nick Fitter                | 570                     | 1,02                    |
|                            | Cristiano                                 | Steve Lyon                 | 469                     | 0,84                    |
|                            | Peace                                     | Jim Duggan                 | 253                     | 0,45                    |
|                            | Indipendente                              | Derek Kissach              | 87                      | 0,16                    |
|                            |                                           |                            |                         |                         |
| Iscritti                   | Iscritti                                  | Iscritti                   | 77 427                  | 100,00                  |
| ↳ Votanti (% su iscritti)  | ↳ Votanti (% su iscritti)                 | ↳ Votanti (% su iscritti)  | 55 841                  | 72,12                   |
| ↳ Astenuti (% su iscritti) | ↳ Astenuti (% su iscritti)                | ↳ Astenuti (% su iscritti) | 21 586                  | 27,88                   |
|                            |                                           |                            |                         |                         |
|                            | Esito: collegio confermato a Conservatore |                            |                         |                         |

### Elezioni negli anni 2000
| Partito                    | Partito                                   | Candidato                  | Risultati 5 maggio 2005 | Risultati 5 maggio 2005 |
| Partito                    | Partito                                   | Candidato                  | Voti                    | %                       |
| -------------------------- | ----------------------------------------- | -------------------------- | ----------------------- | ----------------------- |
|                            | Conservatore                              | Francis Maude              | 27 240                  | 49,99                   |
|                            | Lib Dem                                   | Rosie Sharpley             | 14 613                  | 26,82                   |
|                            | Laburista                                 | Rehman Chishti             | 9 320                   | 17,10                   |
|                            | UKIP                                      | Hugo Miller                | 2 552                   | 4,68                    |
|                            | Indipendente                              | Jim Duggan                 | 416                     | 0,76                    |
|                            | People of Horsham First Party             | Martin Jeremiah            | 354                     | 0,65                    |
|                            |                                           |                            |                         |                         |
| Iscritti                   | Iscritti                                  | Iscritti                   | 79 963                  | 100,00                  |
| ↳ Votanti (% su iscritti)  | ↳ Votanti (% su iscritti)                 | ↳ Votanti (% su iscritti)  | 54 495                  | 68,15                   |
| ↳ Astenuti (% su iscritti) | ↳ Astenuti (% su iscritti)                | ↳ Astenuti (% su iscritti) | 25 468                  | 31,85                   |
|                            |                                           |                            |                         |                         |
|                            | Esito: collegio confermato a Conservatore |                            |                         |                         |

| Partito                    | Partito                                   | Candidato                  | Risultati 7 giugno 2001 | Risultati 7 giugno 2001 |
| Partito                    | Partito                                   | Candidato                  | Voti                    | %                       |
| -------------------------- | ----------------------------------------- | -------------------------- | ----------------------- | ----------------------- |
|                            | Conservatore                              | Francis Maude              | 26 134                  | 51,48                   |
|                            | Lib Dem                                   | Hubert Carr                | 12 468                  | 24,56                   |
|                            | Laburista                                 | Janet Sully                | 10 267                  | 20,22                   |
|                            | UKIP                                      | Hugo Miller                | 1 472                   | 2,90                    |
|                            | Indipendente                              | Jim Duggan                 | 429                     | 0,84                    |
|                            |                                           |                            |                         |                         |
| Iscritti                   | Iscritti                                  | Iscritti                   | 79 576                  | 100,00                  |
| ↳ Votanti (% su iscritti)  | ↳ Votanti (% su iscritti)                 | ↳ Votanti (% su iscritti)  | 50 770                  | 63,80                   |
| ↳ Astenuti (% su iscritti) | ↳ Astenuti (% su iscritti)                | ↳ Astenuti (% su iscritti) | 28 806                  | 36,20                   |
|                            |                                           |                            |                         |                         |
|                            | Esito: collegio confermato a Conservatore |                            |                         |                         |

## Risultati dei referendum

### Referendum sulla permanenza del Regno Unito nell'Unione europea del 2016
|             | Collegio    | Lasciare UE % | Rimanere in UE % |
| ----------- | ----------- | ------------- | ---------------- |
|             | Horsham     | 48,6%         | 51,4%            |
|             | Inghilterra | 53,3%         | 46,7%            |
| Regno Unito | 51,9%       | 48,1%         |                  |